# Stroomrafel

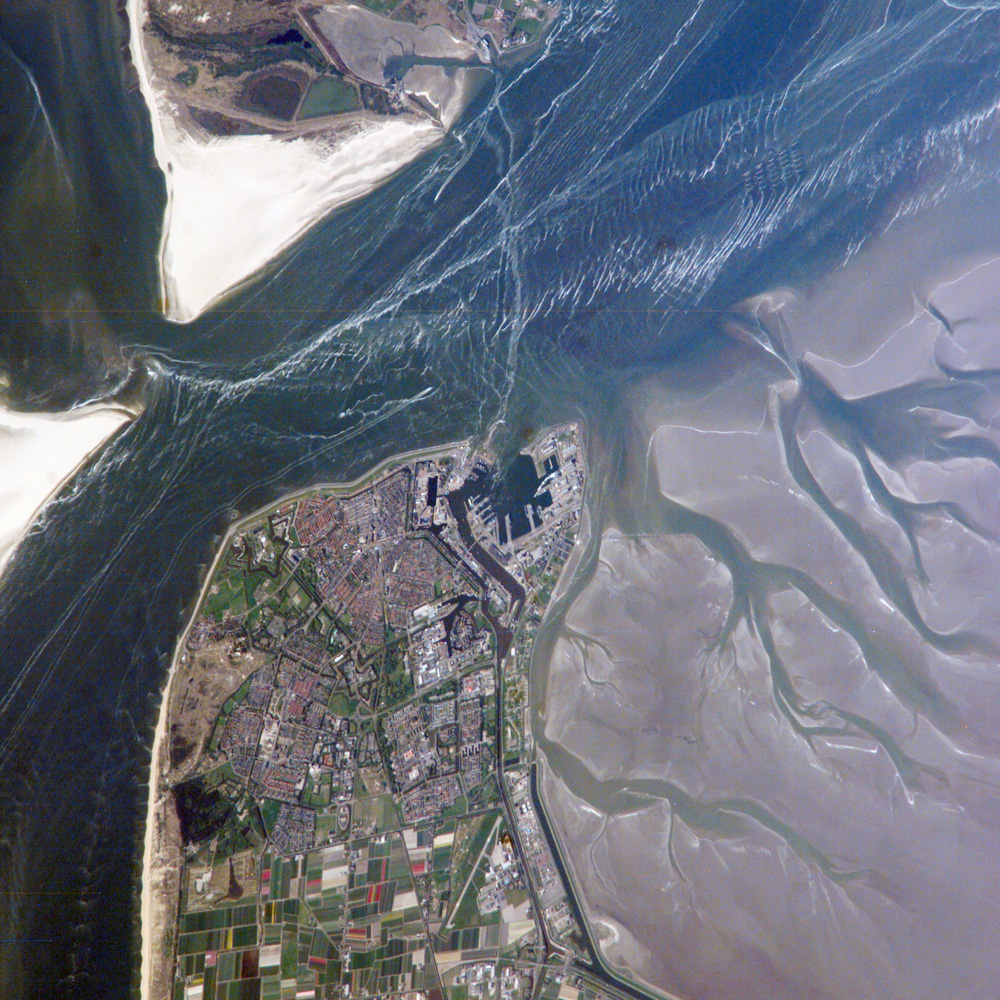
Stroomrafels in het Marsdiep

Een stroomrafel of stroomrafeling is een overgang tussen zeestromingen en getijstromen die zichtbaar kan zijn als schuimspoor en verschillende kleuren water. Bij tegengestelde stromingen kunnen brekende golven optreden die zichtbaar zijn als er niet te veel windgolven zijn. Stroomrafels kunnen optreden waar rivieren uitmonden in zee, in getijgebieden en waar zeestromen elkaar ontmoeten. Een schip dat er doorheen vaart, kan uit koers lopen en zal een verschil in vaart over de grond merken.
Stroomrafels zijn specifieke vormen van clapotis, staande golven die ontstaan door weerkaatsing van een golftrein.